# Agía Paraskeví (Kalambáka, Tríkala)
Pour les articles homonymes, voir Agía Paraskeví (homonymie).
Agía Paraskeví (grec moderne : Αγία Παρασκευή) est une localité située dans le dème des Météores, dans le district régional de Tríkala, dans la périphérie de Thessalie, en Grèce.
Selon le recensement de 2021, elle compte 74 habitants.